# Viktor Kopp
Viktor Leontevitj Kopp (ryska: Виктор Леонтьевич Копп), född 29 september 1880 på Jalta, död 24 mars 1930 i Berlin var en sovjetisk diplomat. Sedan 1903 medlem i Rysslands socialdemokratiska arbetareparti. Åren 1927–1930 tjänstgjorde Viktor Kopp som Sovjetunionens ambassadör i Sverige.